# Pusszantalak, drágám – A film
A Pusszantalak, drágám – A film (eredeti cím: Absolutely Fabulous: The Movie) 2016-ban bemutatott brit–amerikai filmvígjáték, amelyet Mandie Fletcher rendezett. A főbb szerepekben Jennifer Saunders, Joanna Lumley, Julia Sawalha, Jane Horrocks és June Whitfield látható.
Az Egyesült Királyságban 2016. július 1-én, az Amerikai Egyesült Államokban 2016. július 22-én mutatták be a mozikban.

## Cselekmény
Az örökké csillogó és önimádó Edina Monsoon és Patsy Stone már a hatvanas éveikben járnak. Edina PR-cége hanyatlásban van, és próbálkozása, hogy megjelentessen egy önéletrajzi könyvet, kudarcba fullad, amikor a kiadó visszautasítja a kéziratot. Amikor Patsy segít megszervezni a divattervező Huki Muki divateseményét, megtudja, hogy a szupermodell Kate Moss új PR-ügynököt keres, ezért azonnal felhívja Edinát, hogy elmondja neki a hírt. A telefonbeszélgetést azonban véletlenül hangszórón keresztül folytatják, így Claudia Bing, Edina PR-riválisa is hallja a beszélgetést.
Edina és Patsy megjelennek a divateseményen Edina 13 éves unokájával, Jane-nel (akit Edina Lolának hív), míg Edina lánya, Saffron "Saffy" Monsoon, aki Jane anyja, randira megy új barátjával, Nickkel. Edina a Temzére néző erkélyen találja meg Kate Mosst. Amikor Edina és Claudia egyszerre próbálnak kapcsolatba lépni vele, Edina véletlenül belezuhan a modellbe, és Kate Moss a folyóba esik. A tanúk között van Lulu, Edina egyik utolsó ügyfele, aki haragszik rá, amiért lecserélték az esemény fellépőjeként. Az esemény pánikba fullad, és mivel Kate-et nem találják meg, a média halottnak nyilvánítja. Edinát, Patsyt és Jane-t a rendőrség őrizetbe veszi. Saffy megérkezik a helyszínre Nickkel, aki kiderül, hogy rendőrnyomozó.
Másnap reggel szabadon engedik őket, de Edina célpontjává válik a gyűlöletleveleknek és internetes zaklatásoknak, Patsyt pedig kirúgják a munkahelyéről, mivel Edinához köthető. Az éj leple alatt Edina és Patsy visszatérnek a Temzéhez, hogy megkeressék Kate testét, és Edina asszisztensét, Bubit használják keresőeszközként, de ő eltűnik a vízben. A páros úgy dönt, elmenekül az országból, mielőtt a média tovább súlyosbítaná a helyzetet. Jane-t és az ő bankkártyáját is magukkal viszik. A háromfős társaság Cannes-ban megy, miközben Londonban Saffy kétségbeesetten keresi Jane-t, és végül stylistjukon, Christopheren keresztül megtudja, merre vannak.
Cannes-ban Edina és Patsy különféle pénzszerzési trükköket próbálnak ki. Miután Patsy sikertelenül próbálja rávenni egyik tehetős volt szeretőjét, hogy vegye feleségül, a két nő összefut egy idős bárónővel, aki a világ leggazdagabb asszonya. Hogy hozzáférjenek a vagyonához, Patsy férfinak öltözik és „Pat Stone” néven udvarolni kezd a bárónőnek. Másnap Patsy összeházasodik a bárónővel, így Edina és Patsy végre élhetik a fényűző életet, amire mindig is vágytak, egy luxusszállodában szállnak meg, ahol Dame Joan Collins és Dame Edna Everage is vendégek.
Közben Emma Bunton, aki meglátja Edinát és Patsyt Cannes-ban, értesíti Lulut a tartózkodási helyükről. Lulu odautazik és találkozik Bubival, aki valójában életben van, és Edina cégének éveken át tartó sikkasztásaiból hatalmas cannes-i pavilont vásárolt magának. Saffy is megérkezik Cannes-ba Nickkel, és egyenesen a hotelhez megy, ahol Jane épp Emmával van. A bosszús Lulu feljelenti Edinát és Patsyt a rendőrségen. A rendőrség üldözni kezdi a párost, akik egy háromkerekű áruszállítóval próbálnak elmenekülni. A fékek elromlanak, a jármű hátrafelé gurul, majd beleesik a Bubi-házhoz tartozó végtelenített medencébe. Saffy pont ekkor érkezik, és látja, ahogy Edina és Patsy lassan elsüllyednek a vízben a járművel együtt. Edina őszintén bocsánatot kér Saffytól a kapzsiságáért, önzőségéért és anyai hibáiért. Saffy azt válaszolja, hogy szereti őt. Ekkor Bubi elárulja, hogy Kate Moss életben van, mire Edina azonnal kiugrik a járműből, immár tisztázva magát.
A világon mindenhol ünneplik, hogy Kate Moss él. Edina, immár Kate új PR-osaként, újraindítja karrierjét, és végre megjelenteti önéletrajzát is. Kate népszerűsége is megnő az „eltűnése” után. Saffy kérésére Patsy kénytelen bevallani a bárónőnek, hogy valójában nő, nem pedig Pat nevű férfi. A bárónő ekkor egy meglepő fordulattal azt mondja: ő pedig valójában férfi.

## Szereplők
| Szereplő                | Színész                     | Magyar hang            |
| ----------------------- | --------------------------- | ---------------------- |
| Edina "Eddy" Monsoon    | Jennifer Saunders           | Hegyi Barbara          |
| Patsy Stone             | Joanna Lumley               | Menszátor Magdolna     |
| Saffron "Saffy" Monsoon | Julia Sawalha               | Bíró Kriszta           |
| Anya                    | June Whitfield              | Pásztor Erzsi          |
| Bubi / Shirley Bassey   | Jane Horrocks               | Orosz Helga            |
| Christopher             | Chris Colfer                | Márkus Sándor          |
| Jane "Lola" Johnson     | Indeyarna Donaldson-Holness | Mórocz Adrienn         |
| Marshall Turtle         | Christopher Ryan            | Tarján Péter           |
| Bo Chrysalis Turtle     | Mo Gaffney                  | Andresz Kati           |
| Lubliana                | Marcia Warren               | Andresz Kati           |
| Magda                   | Kathy Burke                 | Molnár Piroska         |
| Catriona                | Helen Lederer               | Molnár Zsuzsa          |
| Fleur                   | Harriet Thorpe              | Kovács Nóra            |
| Joan Collins            |                             | Kovács Nóra            |
| Claudia Bing            | Celia Imrie                 | Borbás Gabi            |
| Nick                    | Robert Webb                 | Fesztbaum Béla         |
| Charlie                 | Barry Humphries             | Harsányi Gábor         |
| Lulu                    | Lulu                        | Szórádi Erika          |
| Emma Bunton             | Emma Bunton                 | Kisfalvi Krisztina     |
| Kate Moss               | Kate Moss                   | Bánfalvi Eszter        |
| Violet                  | Wanda Ventham               | Zsurzs Kati            |
| Joel                    | Mark Gatiss                 | Kálid Artúr            |
| Llewella                | Llewella Gideon             | Kocsis Mariann         |
| Richard Arnold          | Richard Arnold              | Beratin Gábor          |
| Jean-Paul Gaultier      |                             | Beratin Gábor          |
| Christopher Biggins     | Christopher Biggins         | Csuha Lajos            |
| Gwendoline Christie     | Gwendoline Christie         | Bertalan Ágnes         |
| Alexa Chung             | Alexa Chung                 | Kis-Kovács Luca        |
| Orla Guerin             |                             | Kis-Kovács Luca        |
| Suzy Menkes             |                             | Kis-Kovács Luca        |
| Légiutas-kísérő         | Rylan Clark-Neal            | Sarádi Zsolt           |
| Lily Cole               | Lily Cole                   | Tamási Nikolett        |
| Jourdan Dunn            | Jourdan Dunn                | Tarr Judit             |
| Claudia asszisztense    | Beattie Edmondson           | Dobó Enikő             |
| Nick Grimshaw           | Nick Grimshaw               | Rada Bálint            |
| Jerry Hall              | Jerry Hall                  | Incze Ildikó           |
| Jon Hamm                | Jon Hamm                    | Horváth-Töreki Gergely |
| Daisy Lowe              | Daisy Lowe                  | Gyöngy Zsuzsa          |
| Stella McCartney        | Stella McCartney            | Nemes Takách Kata      |
| Casper                  | Nick Mohammed               | Hamvas Dániel          |
| Graham Norton           | Graham Norton               | Hannus Zoltán          |
| Miquita Oliver          | Miquita Oliver              | Solecki Janka          |
| Jeremy Paxman           | Jeremy Paxman               | Jakab Csaba            |
| Sophie Raworth          | Sophie Raworth              | Törtei Tünde           |
| Lara Stone              | Lara Stone                  | Bohoczki Sára          |
| Suki Waterhouse         | Suki Waterhouse             | Bogdányi Titanilla     |
| Kirsty Wark             | Kirsty Wark                 | Németh Kriszta         |
| Légiutas-kísérő         | Rebel Wilson                | Köves Dóra             |

### Magyar változat
- Bemondó: Korbuly Péter
- Magyar szöveg: Katona László
- Hangmérnök: Simkó Ferenc
- Vágó : Simkóné Varga Erzsébet
- Gyártásvezető: Kincses Tamás
- Szinkronrendező: Majoros Eszter

A szinkront a Mafilm Audio Kft. készítette el.

## A film készítése
Jennifer Saunders írta és játszotta a főszerepet a Pusszantalak, drágám című brit szitkomban, amelyet a BBC készített. A sorozat eredetileg három évadon keresztül futott 1992 és 1995 között, majd időszakosan újabb évadokkal és különkiadásokkal tért vissza egészen 2012-ig. A sorozat főszereplői a pezsgőimádó, nemzetközi PR-guru Edina Monsoon és a szexmániás magazinszerkesztő Patsy Stone (Joanna Lumley). A fő duó mellett több színes mellékszereplő is feltűnik, köztük: Saffron (Julia Sawalha), Edina túl komoly, felelősségteljes lánya, Edina szeleburdi anyja (June Whitfield), és Bubi (Jane Horrocks), Edina különösen zavaros, de szerethető asszisztense. A sorozat szatirikusan mutatja be a brit felső-középosztály, a divatipar, a celebkultúra és a generációs konfliktusok világát, gyakran harsány, abszurd humorral.

### Forgatás
2015 augusztusában a Deadline Hollywood bejelentette, hogy a Pusszantalak, drágám – A film című filmhez visszatér az eredeti sorozat minden főszereplője. A Fox Searchlight Pictures ekkor tárgyalásokat folytatott a BBC Films-szel a film közös finanszírozásáról és gyártásáról, valamint a nemzetközi forgalmazásról. A filmet Mandie Fletcher rendezte, a producerek Jon Plowman és Damian Jones voltak, míg a végrehajtó produceri feladatokat Jennifer Saunders, Dawn French és Maureen Vincent látták el. További végrehajtó producerként Christine Langan, Steve Milne, Christian Eisenbeiss és Nichola Martin is közreműködtek. A Fox Searchlight részéről DanTram Nguyen, a gyártásért felelős alelnök, valamint Katie Goodson-Thomas, a gyártási igazgató felügyelték a projektet.
A forgatás 2015. október 12-én kezdődött Londonban, majd a munkálatok a francia Riviérán folytatódtak. A stáb többek között Cannes híres Hôtel Martinez szállodájában, a Grand-Hôtel du Cap-Ferrat-ban Saint-Jean-Cap-Ferrat-ban, a futurisztikus Palais Bulles-ben Théoule-sur-Mer-ben, valamint Villefranche-sur-Mer tengerparti helyszínein dolgozott. A BBC és a Fox Searchlight egy promóciós fotót is közzétett, amelyen Saunders és Lumley látható karaktereik, Edina és Patsy szerepében egy jachton pózolva.
A filmben visszatértek az eredeti sorozat népszerű szereplői, köztük Julia Sawalha (mint Saffy), June Whitfield (Edina anyja szerepében) és Jane Horrocks (mint Bubble). Kathy Burke is ismét Magda karakterét alakította. A film különlegessége volt, hogy számos híresség önmagát alakította benne, például Kate Moss, Emma Bunton és Lulu. A forgatás során további cameók is bejelentésre kerültek, többek között Harry Styles, Kelly Hoppen és Kim Kardashian is feltűntek a filmben. Végül 2016 áprilisában nyilvánosságra hoztak egy összesen 60 hírességet tartalmazó cameólistát, ami jól tükrözi a film sztárparádés és szatirikusan csillogó világát.